# Pares pelegrins

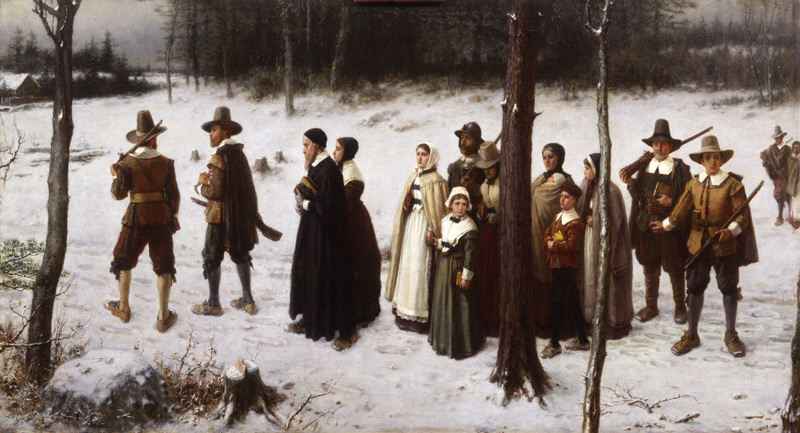
Els Pelegrins marxant a un servei religiós.

Pares pelegrins i Mares pelegrines (en anglès  Pilgrim Fathers ,  Pilgrim Mothers  o, només, Pilgrims) és el nom donat a un dels primers grups anglesos que al segle xvii, es van establir al territori del que després serien els Estats Units per crear una "Nova Jerusalem". Es trobaven reunits per l'església puritana d'encuny calvinista i es refugiaven de les persecucions religioses - per exemple els de l'oficial anglicana - i de la inestabilitat política que es vivia a Europa. La denominació "Pilgrim Fathers" per designar aquests colons recent sorgeix en el segle xix associada a un passatge bíblic.
Els Pilgrims començaren el seu viatge al 5 d'agost de 1620 en partir del port de Southampton a bord del vaixell Mayflower, després de travessar l'Atlàntic Nord i arribar a les costes americanes de Nova Anglaterra el novembre d'aquell mateix any a la zona on s'emplaça l'actual ciutat de Provincetown pràcticament en el Cap Cod de Massachusetts. Aquests viatgers desitjaven establir-se a la colònia anglesa de Jamestown (Virgínia) que havia estat fundada el 1607, però errors de navegació els van portar a zones més septentrionals.
El 21 de novembre 1620 (11 de novembre segons el calendari julià que era aleshores vigent entre els britànics) alguns dies abans de desembarcar - el que va passar el 26 novembre 1620 - el centenar de passatgers del Mayflower va jurar el Pacte del Mayflower (Mayflower Compact) instigats per 41 d'ells contra les persecucions del rei Jaume I d'Anglaterra. Es feia un edicte que establia regles per a la vida en comú i per als principis que regirien el futur establiment a fundar en el Nou Món, establiment que va resultar ser la Colònia de Plymouth. El Pacte del Mayflower incloïa criteris democràtics i de respecte per les creences religioses personals. Un mes més tard, el 21 de desembre els Pilgrims van fundar la ciutat de Plymouth (anomenada llavors "New Plymouth»).
El primer any a la colònia els va resultar molt nefast a causa d'un clima bastant més fred de l'esperat que els va ocasionar fam i epidèmies. Van aconseguir sobreviure en gran manera gràcies a les ajudes que els van donar els indígenes Wampanoag.
El novembre de 1621, al notar una recuperació, la comunitat de  Pilgrims  organitzà una jornada d'acció de gràcies pel qual -segons la tradició- van ser complimentats els indígenes que els havien ajudat això resultaria l'origen de l'actual Dia d'acció de gràcies ( Thanksgiving Day ).